# Латвійсько-литовський кордон

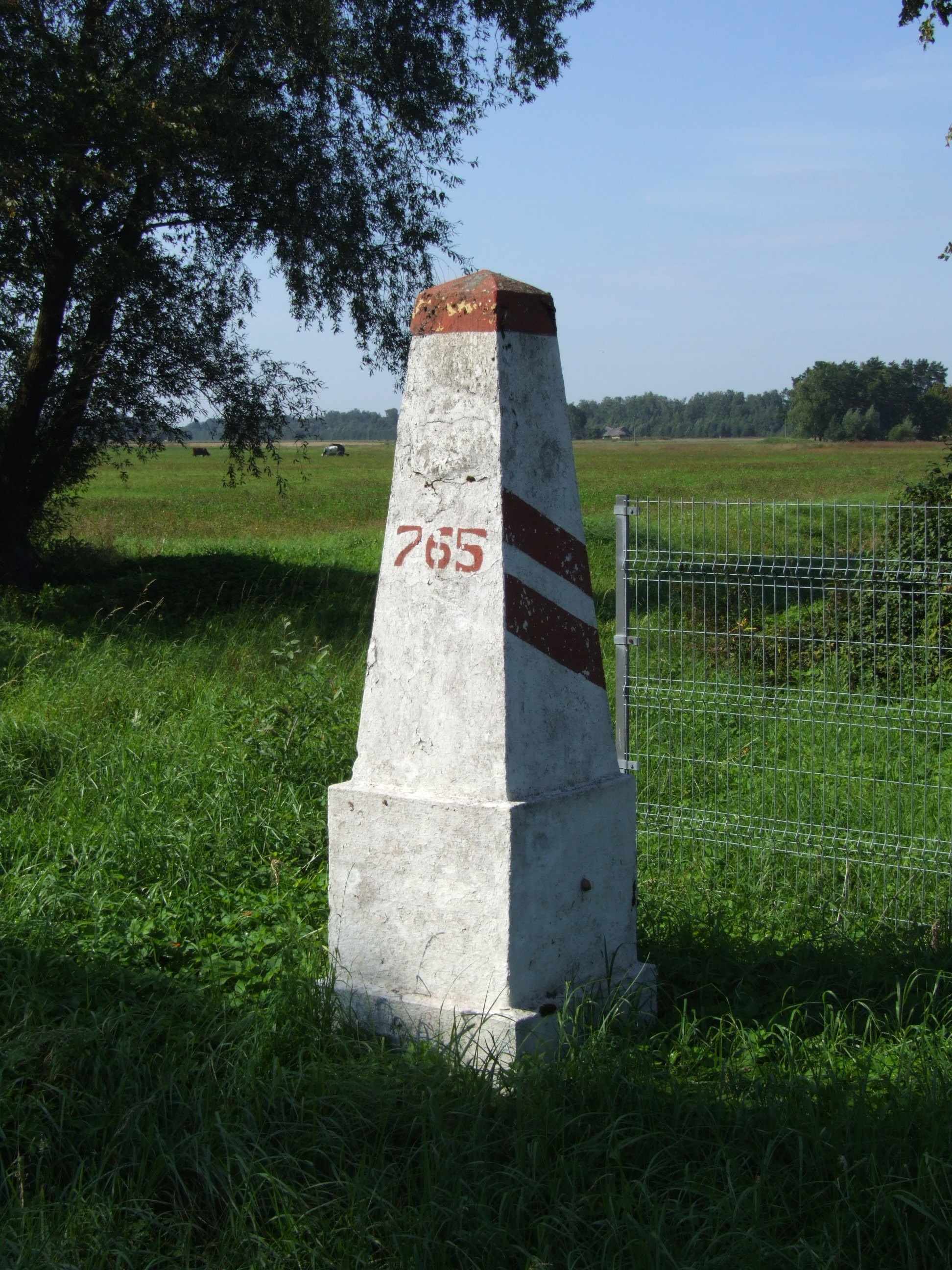
Стародавній прикордонний пост Латвії біля прикордонного пункту Мейтене

Латвійсько-литовський кордон — державний кордон між Латвією та Литвою. Його довжина становить приблизно 588 км. 
Кордон проходить по балтійському регіону, від узбережжя Балтійського моря (поблизу Паланги та Руцави) на заході до точки стику державних кордонів Латвії, Литви й Білорусі на сході. 

## Історія
Кордон між Латвією та Литвою був встановлений після здобуття обома країнами незалежності у 1918 році. Після періоду окупації під час Другої світової війни та входження до складу СРСР кордон втратив своє значення як міжнародний. Після відновлення незалежності Латвії та Литви у 1990–1991 роках, кордон був знову визнаний і узгоджений офіційно.
У 1993 році між державами було підписано договір про державний кордон, який остаточно закріпив його лінію.

## Сучасність
З 21 грудня 2007 року, після приєднання обох країн до Шенгенської зони, прикордонний контроль був скасований. Перетин кордону можливий без зупинок, що значно полегшило пересування осіб і товарів.

## Географія
Кордон проходить через кілька історичних і культурних регіонів, зокрема:
- Леяскурземе (Латвія) — Жемайтія (Литва)
- Земгале (Латвія) — Аукштайтія (Литва)
- Селія (Латвія) — Дзукія (Литва)

## Населені пункти поблизу кордону
- Руцава, Бауска, Ілуксте (Латвія)
- Скуодас, Йонішкіс, Зарасай (Литва)